# Mútua de Terrassa
La Mútua de Terrassa (sovint estilitzat MútuaTerrassa com a marca comercial) és una mútua asseguradora d'accidents de treball fundada el 1900 a Terrassa per un grup d'empresaris de l'Institut Industrial, amb el nom El seguro tarrasense contra los accidentes de trabajo. El seu objectiu era pal·liar les conseqüències dels accidents laborals, a conseqüència de la complexitat de la maquinària i els processos laborals que es van derivar de la industrialització, mitjançant un subsidi econòmic, una prestació sanitària, rehabilitació i readaptació laboral. Amb el pas del temps, l'Entitat ha anat adaptant-se a les necessitats de la comunitat i diversificant la seva oferta. L'Hospital Universitari Mútua de Terrassa, amb 34 especialitats mèdiques, forma part de la Mútua.

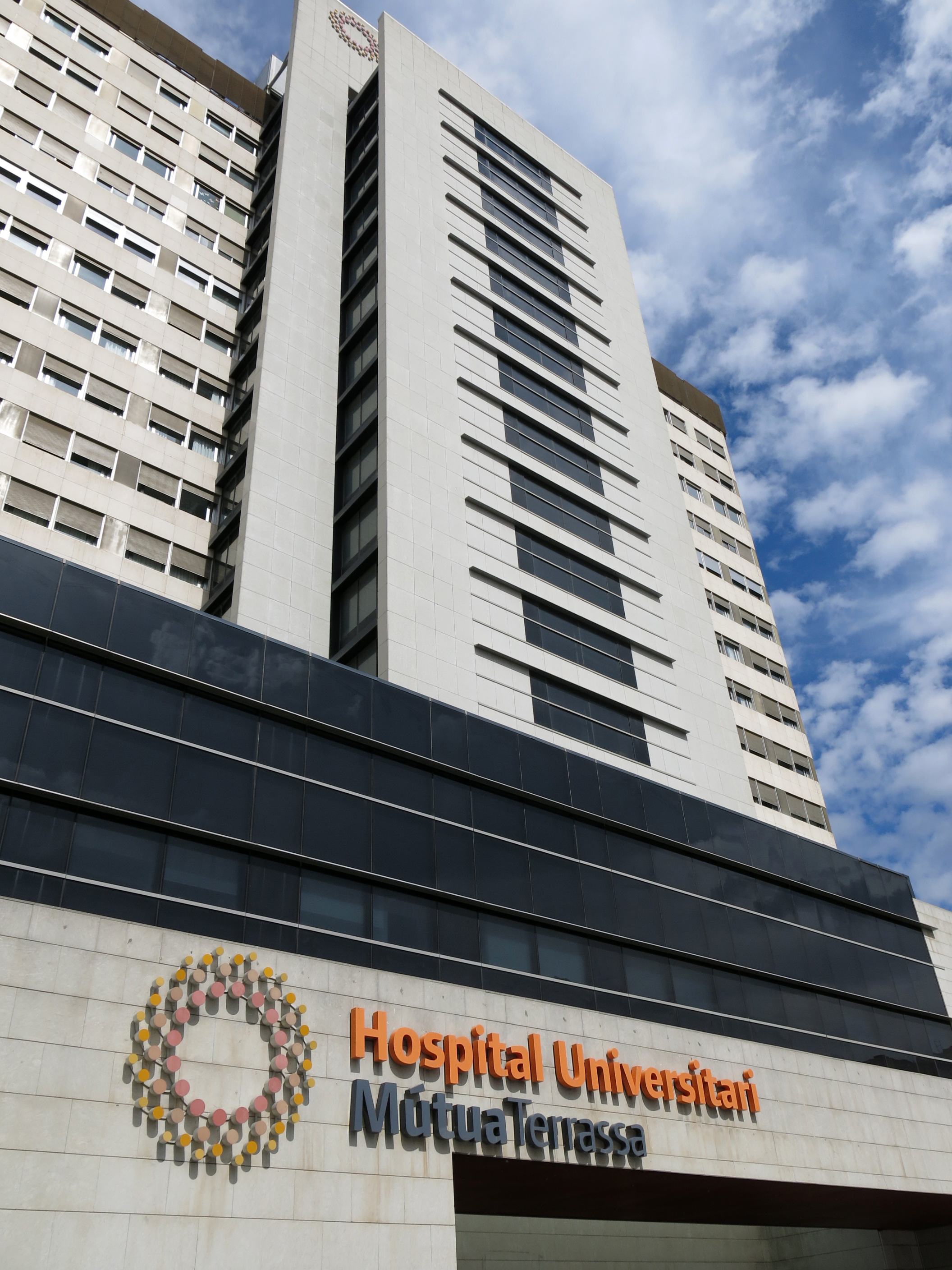
L'hospital de la Mútua de Terrassa, a la plaça del Doctor Robert

En l'actualitat, el Grup Mútua de Terrassa ocupa a gairebé 4.000 professionals, dels quals el 80% són dones i el 20% homes amb una edat mitjana de 38 anys. Forma part de la Unió Catalana d'Hospitals. Associació d'Entitats Sanitàries i Socials. El 2008 va rebre la Creu de Sant Jordi.
El 2013 va crear el Programa d’Optimització de l’Ús d’Antimicrobians (PROA), amb l'objectiu de desenvolupar projectes orientats a promoure la reducció de la propagació d'infeccions per bacteris resistents als antibiòtics. El 2023 va celebrar la primera edició de les jornades multidisciplinars d'actualització del PROA, una iniciativa del Servei de Malalties Infeccioses i el Servei de Farmàcia Hospitalària de l’Hospital Universitari MútuaTerrassa i el servei de Microbiologia de Catlab.